# OZ Гидры
OZ Гидры (лат. OZ Hydrae), HD 87052 — кратная звезда в созвездии Гидры на расстоянии приблизительно 1655 световых лет (около 507 парсек) от Солнца.
Открыта Куно Хофмейстером в 1936 году*.
Пара первого и второго компонентов — двойная затменная переменная звезда типа Алголя (EA). Звёздная величина диапазона Hp звезды — от +9,75m до +9,5m. Орбитальный период — около 2,0488 суток.

## Характеристики
Первый компонент (HD 87052Aa) — жёлто-белая звезда спектрального класса F2V, или F5. Масса — около 2,337 солнечной, радиус — около 5,89 солнечного, светимость — около 53,663 солнечной. Эффективная температура — около 6979 K.
Второй компонент (HD 87052Ab) — жёлто-белая звезда спектрального класса F-A. Эффективная температура — около 7740 K.
Третий компонент — красный карлик спектрального класса M. Масса — около 119,9 юпитерианской (0,1145 солнечной). Удалён в среднем на 1,985 а.е..
Четвёртый компонент (HD 87052B) — жёлто-белая звезда спектрального класса F. Видимая звёздная величина звезды — +9,505m. Радиус — около 2,291 солнечного, светимость — около 8,372 солнечной. Эффективная температура — около 6493 K. Удалён на 2,3 угловой секунды.